# Johann Georg Allgeyer d. Ä.

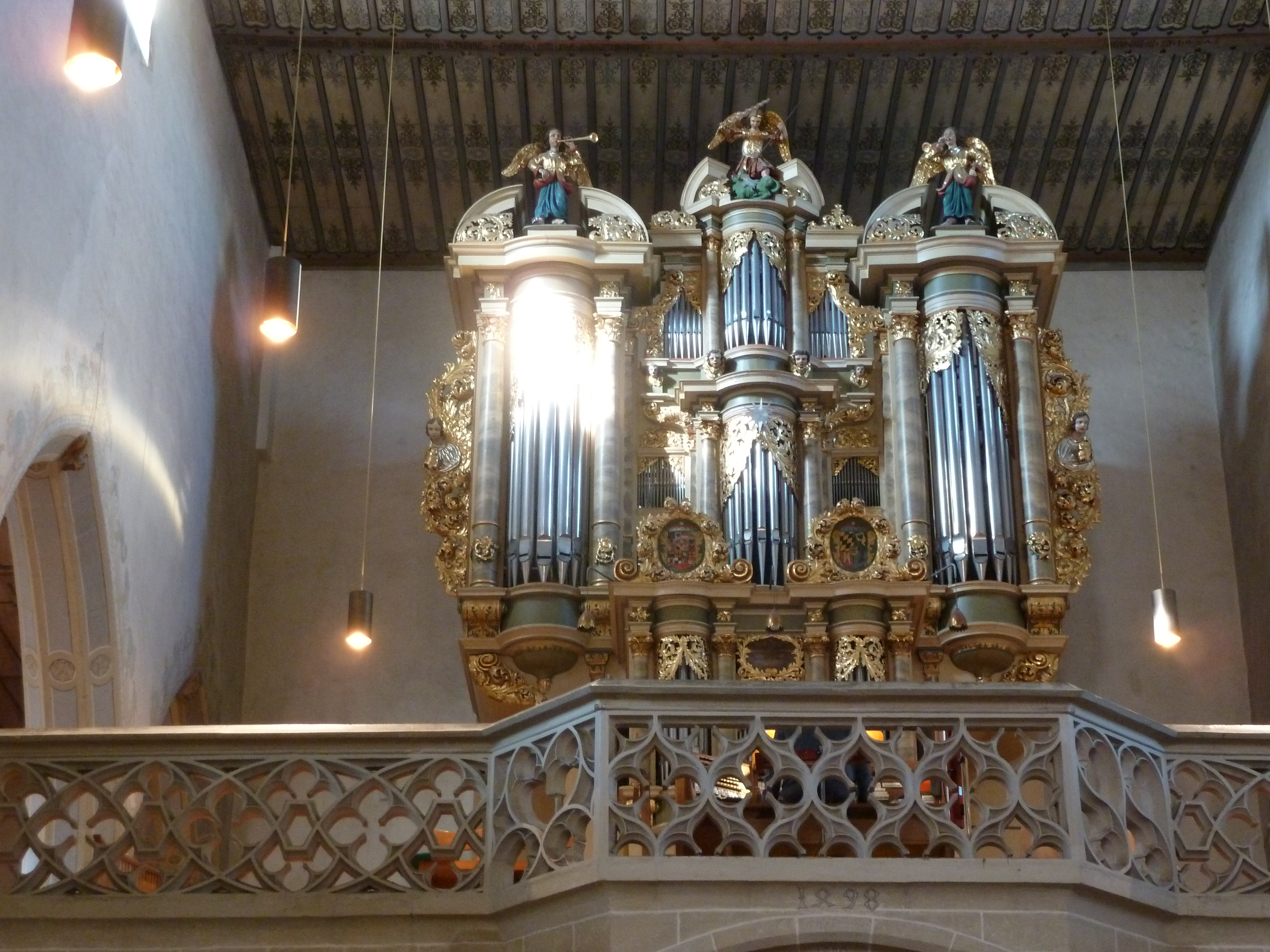
1706–1709 durch Johann Georg Allgeyer d. Ä. gebaute Orgel in der Johanneskirche zu Crailsheim (1967 modernisiert)

Johann Georg Allgeyer der Ältere (* um 1670 in Hofen oder Neunstadt; † nach 1724 in Hofen) war ein deutscher Orgelbauer und Begründer der Hofener Orgelbauwerkstatt.

## Leben
Wo Allgeyer genau geboren wurde, ist strittig. Die Kirchenbücher Hofens weisen zum fraglichen Zeitpunkt Lücken auf. Überliefert ist, dass sein Vater in Hofen tätig war. Ein urkundlicher Beleg deutet auf das rund 9,6 km Luftlinie entfernte Neunstadt bei Röhlingen als Herkunftsort hin: „Organarius de Neunstadt, hoc tempore in Hofen“ (d. h. Orgelmacher aus Neunstadt, derzeit in Hofen). In der Pfarrei Röhlingen setzen jedoch die Kirchenbücher erst 1688, also nach seinem mutmaßlichen Geburtstermin ein.
Allgeyer entstammte einer Schreinerfamilie. Er war zweitgeborener Sohn von Balthasar Allgeyer d. Ä. (um 1640–um 1720) und Enkel von Kaspar Allgeyer (um 1615–1673). Sein jüngerer Bruder Kaspar (1674–um 1720) arbeitete als Schreiner in Attenhofen; sein älterer Bruder Balthasar d. J. (um 1666–1739) arbeitete vermutlich in Allgeyers Werkstatt. 1698 heiratete er seine aus Niederalfingen stammende Ehefrau Barbara Stirm. Aus der Ehe gingen drei Söhne hervor: Sein ältester Sohn Joseph schied aus dem elterlichen Betrieb aus und begründete die Wasseralfinger Orgelbauwerkstatt. Sein zweitgeborener Sohn Johannes (1712–1782) wurde Schreiner. Der jüngste Sohn Johann Georg d. J. arbeitete im elterlichen Betrieb mit und übernahm diesen nach dem Tod Allgeyers.
Bei welchem Meister Allgeyer das Orgelbauhandwerk erlernte, ist nicht überliefert. Seine Werkstatt begründete er um die Zeit seiner Eheschließung.
Allgeyer schuf zahlreiche viel beredete Werke. Diese finden sich unter anderem in Heubach 1701/02, in der Stadtkirche St. Dionys in Esslingen am Neckar von 1706, in der Crailsheimer Johanneskirche 1706 sowie die Liebfrauenkapelle 1709/10, Königsbronn 1710, Ellrichshausen 1711, in der Schönenbergkirche in Ellwangen 1711/14, in der Marienkirche Bad Mergentheim 1716, in der Stadtpfarrkirche Neresheim 1717, Seißen 1717, in der St.-Andreas-Kirche in Weißenburg in Bayern 1719, in der Schlosskirche Ellingen 1719, sowie in Sontheim an der Brenz 1721. Orgelreparaturen und -ergänzungen wurden unter anderem in Königsbronn 1710 und in der Basilika St. Vitus in Ellwangen 1724 durchgeführt.